# Kautokeinoupproret
Kautokeinoupproret var ett uppror som ägde rum 8 november 1852 i Kautokeino i Finnmark, då en grupp samer gick till angrepp mot representanter för det norska samhället. De dödade handelsmannen Carl Johan Ruth och den tillförordnade länsmannen Lars Johan Bucht, brände ned handelsmannens hus samt misshandlade kyrkoherden Fredrik Waldemar Hvoslef samt ett stort antal samer som inte stod på upprorsmännens sida. Angriparna blev övermannade av andra samer och överlämnade till rättsväsendet. Två av angriparna omkom i samband med oroligheterna och de två mest framträdande ledarna, Aslak Jacobsen Hætta och Mons Aslaksen Somby, avrättades senare genom halshuggning.
Upproret föregicks av en serie eskalerande konflikter under 1851 och 1852 som hade lett till en rättegång och några fall av fängelsestraff.

## Den læstadianska väckelsen
Händelserna i Kautokeino är intimt förknippade med den väckelse som under prästen Lars Levi Læstadius ledning uppstod i Karesuando 1846. Flyttsamerna i Kautokeino kom i kontakt med denna religiösa rörelse genom att de hade vinterland i norra Finland. Nyfikna på det nya begav de sig till Karesuando för att höra på Læstadius som var kyrkoherde där. En av dem som var med och som senare skulle delta i Kautokeinoupproret, Anders Pedersen Bær, har själv berättat om vilket intryck Læstadius predikningar gjorde. Kautokeinosamerna blev också mycket väl bemötta och fick gratis inkvartering i Læstadius pörte.
Sedan Læstadius 1849 flyttat till Pajala blev det svårare för Kautokeinosamerna att komma till hans gudstjänster. Viktig blev då prästen Jakob Fredrik Liljeblad, som predikade i kyrkorna i Muonionniska och Palojoensuu på finska sidan, och som anslöt sig till rörelsen 1849.
Alkoholen hade under 1800-talets första decennier fått stort inflytande över samerna i Kautokeino och lett till mycket elände. Læstadius predikade emellertid för helnykterism, och i takt med att väckelsen spred sig minskade också alkoholkonsumtionen. I mars 1849 rapporterade fogden Lie att brännvin knappt nyttjades i Kautokeino längre.
Trots de positiva effekterna förblev prästerna på norska sidan främmande inför den nya väckelsen eller var till och med direkt negativa. Det gällde både prästen i Kautokeino, Søren von Krogh Zetlitz och Andreas Qvale i Skjervøy vid norska kusten, där många flyttsamer hade sommarland. De andligt väckta samerna hamnade på kollisionskurs med den norska kyrkans representanter.

## Konflikter som föregick upproret

### Gudstjänster störs i Skjervøy

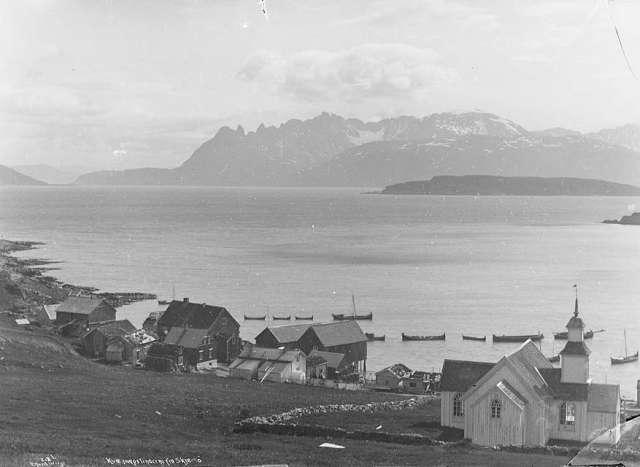
Skjervøy i slutet av 1800-talet.

Sommaren 1851 kom det till konfrontation i Skjervøy vid norska kusten. Församlingsprästen Andreas Qvale var inte särskilt välvilligt inställd till samerna i allmänhet och än mindre till de väckta. Under gudstjänsten den 6 juli 1851 satt några flyttsamer från Kautokeino och ropade högt till honom under ingångsbönen, varefter de med hånfulla kommentarer förhindrade honom att hålla sin predikan. För att gudstjänsten skulle kunna genomföras fördes fridstörarna ut ur kyrkan och stängdes in i en kyrkstuga. Dagen därpå stod samma samer framför kyrkporten och argumenterade häftigt med dem som kom för att fira nattvard i kyrkan. Återigen såg Qvale till att fridstörarna fördes bort och låstes in så länge gudstjänsten varade.
Efteråt anmälde Qvale ett antal personer till fogden för att ha stört gudstjänsten och den allmänna ordningen. De anmälda var bröderna Mathis och Aslak Jacobsen Hætta, Mathis hustru Ellen Aslaksdotter Skum, Rasmus Rasmussen Spein, Aslak Pedersen Rist, Ole Aslaksen Somby, Berit Mikkelsdatter Korvatus och Karen Larsdatter. Det bestämdes att förhör skulle hållas den 8 augusti, men ingen av samerna infann sig. Vid den tidpunkten hade de redan börjat flytta från sina sommarland vid kusten.

### Stockfleth ansätts i Kautokeino

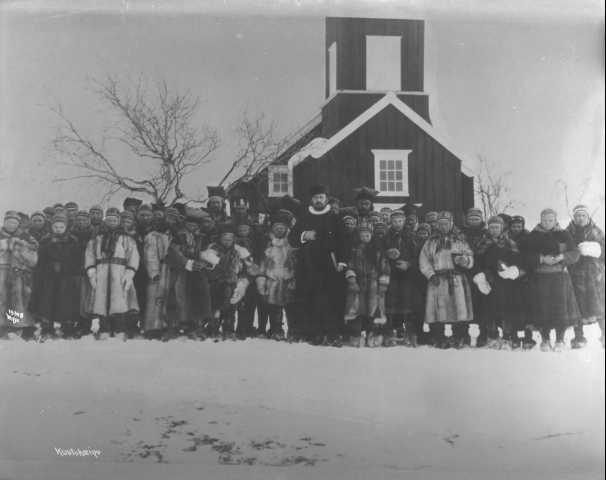
Kautokeinos gamla kyrka, fotograferad av Sophus Tromholt omkring 1882.

Samma sommar var biskop Daniel Bremer Juell i trakten på visitationsresa och träffade bland annat Kautokeinosamer på Skjervøy, i Alta-Talvik och i Hammerfest. Han tyckte inte att det som inträffat i kyrkan på Skjervøy var så allvarligt, men menade ändå att Kautokeinosamerna verkade vara i behov av andlig vägledning av en präst som talade deras språk. Därför sändes den samisktalande, 64-årige prästen Nils Vibe Stockfleth till Kautokeino i oktober. Stockfleth samtalade med samerna, mestadels under lugna former. En dag sökte emellertid några av de andligt väckta, Rasmus Spein, bröderna Ole och Mons Aslaksen Somby samt John Johannesen Hætta, upp Stockfleth på hans rum och krävde att han skulle bekänna att han delade deras tro. Då detta inte lyckades förklarade de att han hörde till djävulen. De uttalade förbannelser och hot mot prästen, som kände sig trängd och kallade på hjälp från handelsman Carl Johan Ruth och dennes anställde Lars Johan Bucht för att få iväg männen. Därefter skickade han ett bud till fogden och begärde att de fyra inkräktarna samt bröderna Aslak och Mathis Jacobsen Hætta skulle arresteras och föras till Alta. Budet uppmärksammades av de religiöst väckta som då förstod vad som var i görningen och hädanefter ansattes Stockfleth allt hårdare. Efter att han söndagen den 2 november blivit utskälld och hånad av tre kvinnor började han neka de andligt väckta att ta nattvarden, eftersom han menade att de förbannade och förnekade Kristus.

### Samer häktas och åtalas
I början av november 1851 greps merparten av de samer som anmälts för händelserna i Skjervøy och Kautokeino. Efter att ha blivit förhörda i Kjækan sändes Mathis och Aslak Hætta, Rasmus Spein och Ole Somby till Tromsø, där de sattes i förvar. Aslak Rist greps, men lyckades bli fri igen. I slutet av november häktades Mons Somby, John Johannesen Hætta och Svend Thomassen Qvænangen i Alta.
I Kautokeino fortsatte oroligheterna. I spetsen stod Ellen Skum (Mathis Hættas hustru) och Lars Hætta. Efter att det flera söndagar i rad rått en tumultartad situation i anslutning till gudstjänsten avskedades den samiske länsmannen Ole I. Hætta. Detta dels eftersom han såsom varande flyttsame inte alltid befann sig på orten, dels eftersom han själv ansågs höra till de andligt väckta. I stället utsågs den inflyttade svensken Lars Johan Bucht, som arbetade hos handelsman Ruth, tills vidare till länsman i Kautokeino.
Det beslöts att rättegången mot de sju häktade samerna skulle hållas i Kautokeino, och den 19 februari 1852 inleddes förhandlingarna. Åtalspunkterna var hån mot statens offentliga religion, hån och utskällning av ämbetsman under ämbetsutövning, hot om våld samt störande av allmän ordning. Fyra av männen åtalades också för att ha förhindrat prästen i Skjervøy att hålla gudstjänst. Under pågående rättegång utvidgades åtalet till ytterligare 16 samer som enligt Stockfleth stört den allmänna ordningen i Kautokeino.

### Hårda domar faller
Den 25 februari 1852 avkunnades domar mot sammanlagt 22 samer. De strängaste straffen fick de som varit aktiva i både Skjervøy och Kautokeino. Rasmus Spein dömdes till två års straffarbete, Ellen Skum till ett år och sex månaders straffarbete och hennes make Mathis Hætta till åtta månaders straffarbete. Aslak Jacobsen Hætta, Ole Aslaksen Somby och Aslak Rist, som frikändes från medverkan i Skjervøy, fick 20, 15 respektive 15 dagars fängelse på vatten och bröd. Anledningen till att Aslak Hætta fick 20 dagar var att han ansågs ha hädat genom att kalla sig själv för Gud och Jesus Kristus. Ole Somby fick tio dagar för samma brott, och dessutom fem dagar för att ha skällt ut Stockfleth under dennes ämbetsutövning. Övriga fick lättare straff för att i större eller mindre utsträckning ha stört gudstjänster.
De som fått hårdast domar, Rasmus Spein, Mathis Hætta och Ellen Skum, överklagade dem till norska Högsta Domstolen. Aslak Hætta och Ole Somby överklagade också, trots att de fått mildare straff, eftersom de ville ta reda på om kungen var omvänd eller ej. De fyra männen fördes till häktet i Alta i väntan på ett nytt avgörande, medan Ellen Skum fick stanna i Kautokeino. De som dömts till de lättaste straffen, fem dagar i fängelse, fick sitta av tiden i Kautokeino.
De flesta som dömts till fängelsestraff var snart hemma igen. Så var inte fallet med de fyra män som satt häktade i Alta. Den 26 maj fastställde Høyesterett den tidigare domen. Fogden Lie i Alta fick meddelandet om domen först den 10 juni. De fyra samerna hade då suttit i häkte sedan 14 november, men denna tid räknades inte bort från straffet, utan först nu kunde de börja avtjäna sina straff. Det gällde även Aslak Jacobsen Hætta och Ole Aslaksen Somby, som bara dömts till 20 respektive 15 dagars fängelse, men som redan suttit inspärrade i flera månader. Först i juli kunde de återvända till sina familjer, som då befann sig på sommarbete vid kusten.
Länsman Bucht fick i uppdrag att gripa Ellen Skum, som fått förbli på fri fot i väntan på domen i högre instans, men fick inte tag på henne.

## De väckta samerna förenar sig
Traditionellt har renskötande samer levt och arbetat tillsammans i grupper bestående av tre–fyra familjer som ofta förenas genom släktband. En sådan grupp kallas på samiska för en siida. Efter att Ole Somby återvänt från fängelset i juli 1852 började han samla ihop andligt väckta samer till en storsiida för att kunna försvara Ellen Skum från att bli gripen. Aslak Hætta, hans bror Lars och Aslak Rist anslöt sig snart tillsammans med sina familjer. Ett par personer anslöt sig motvilligt för att följa sina hustrur; någon anslöts rentav med tvång. Till slut bestod storsiidan av åtta hushåll med sammanlagt 35 vuxna.
I slutet av oktober kom skjutsskaffaren Johannes Mathisen Hætta, farbror till Aslak och Lars Hætta, till storsiidan. Han kom som ombud för länsman Bucht och begärde att Ellen Skum skulle följa med till Kautokeino. Hon förklarade att hon var oskyldig och vägrade att följa med. Johannes Mathisen påpekade att hon förr eller senare skulle komma att gripas. Ole Somby lät honom veta att så aldrig skulle ske, om så tiotusen man skulle komma för att hämta henne. Aslak Rist förklarade att det skulle bli krig om de kom för att hämta Ellen.
Det var inte bara hotet om att Ellen Skum skulle sättas i fängelse som vilade över samerna i storsiidan. De totalt 22 dömda samerna skulle också betala rättegångskostnaderna, och det rörde sig om så höga summor att vissa av dem skulle bli tvungna att sälja alla sina renar och förlora sina utkomstmöjligheter. Allt detta för att ha utfört handlingar som de själva upplevde som rättfärdiga – handlingar som syftade till att sprida en andlig väckelse och bekämpa ogudaktiga präster.
Aslak Hætta och hans närmaste anhängare tänkte inte acceptera detta, utan ställde in sig på kamp. Inom storsiidan talades ofta om den strid som måste komma. Alla som då satte sig till motvärn skulle dräpas och deras hus skulle brännas ned. Stöd för denna syn fann de andligt väckta samerna i Bibeln. Aktiva förespråkare för denna strid var framför allt Aslak Hætta, Mons Somby och Lars Hætta. Flera av kvinnorna var också inställda på kamp, men de var inte så mycket inne på att faktiskt dräpa de obotfärdiga som att piska dem med björkris.
Under hösten flyttade storsiidan allt närmare Kautokeino. Rädslan växte inom gruppen för att länsman Bucht skulle komma för att hämta Ellen Skum. Till slut blev Aslak Hætta trött på att vänta och bestämde sig för att själv dra till Kautokeino tillsammans med sina anhängare.

## Upprorets händelseförlopp
Under ledning av Aslak Hætta lämnade samerna i storsiidan sina tältkåtor på kvällen den 7 november 1852 för att bege sig mot Kautokeino. Detta skedde med ett inslag av tvång, eftersom alla i storsiidan inte var omvända och ännu mindre inriktade på ett heligt krig. Inom siidan fanns ett tiotal personer som betraktades som obotfärdiga. Samma morgon hade dessa personer samlats utanför tältkåtorna och blivit piskade med björkris av de troende kvinnorna, medan de måste ropa ”Hjälp mig Herre Jesus”. Bland dem var Mons och Ole Sombys far, den 59-årige Aslak Somby, som var siidans formella ledare (siida-ised) .

### Färden till Kautokeino
Vid middagstid kallade Aslak Hætta samman siidan och förklarade att han hade beslutat att de allesammans skulle bege sig till Kautokeino för att kriga för sin tro, predika för omvändelse, dräpa alla som inte ville omvända sig samt bränna och utrota allt som de vantrogna ägde. Han uppmanade alla att följa med frivilligt, och sade att de som inte ville följa med skulle bli piskade, bundna och medförda under tvång. I skymningen gav sig så hela gruppen iväg med körrenar och pulkor, sammanlagt 35 vuxna och 22 barn under tretton år.
I den lilla byn Mortaš (Galanito), där det fanns två hushåll med bofasta samer, stannade man för att vila och äta samt för att omvända invånarna och få dem att följa med till Kautokeino. De som var hemma tvingades in i ett av husen, där de blev piskade med björkris och uppmanade att omvända sig. Det unga par som förestod det ena hushållet lyckades dock så småningom komma ut och gömma sig, varefter det bara var äldre människor och ett spädbarn kvar. Tidigt nästa morgon fortsatte storsiidans medlemmar sin färd mot Kautokeino. Strax utanför byn träffade de på två samer, som de fångade in, piskade och förde med till Kautokeino.

### Ruth och Bucht mördas
När gruppen kom fram till Kautokeino var det redan fullt dagsljus. Först gick man till skjutsskaffaren Johannes Mathisen Hættas hus. Där spändes körrenarna loss från pulkorna. Tre av storsiidans medlemmar, som inte var särskilt entusiastiska över den kommande striden, blev kvar för att se till renarna. Nio av kvinnorna stannade också i Mathisens hus för att ta hand om sina barn. Övriga, elva män och elva kvinnor, fortsatte mot handelsplatsen. På vägen försåg de sig med vedträn och gärdsgårdsstörar.
Handelsman Ruth och länsman Bucht blev varnade om att ”krigshären” var i antågande, men tog inte saken på allvar, utan mötte upp på gårdsplanen till Ruths hus. Bucht blev överfallen av Aslak Hætta, som bet näsan av honom och stack honom i armhålan med hans egen kniv. Därefter blev Bucht av flera personer slagen med störar tills han blev liggande. Han reste sig emellertid igen och försökte ta sig över till drängstugan. Han blev upphunnen och fasthållen, och Aslak Hætta stack sin kniv under skulderbladet på honom.
Resten av gruppen hindrade Ruth från att komma Bucht till undsättning, och började därefter misshandla även Ruth. Han fick motta flera kraftiga slag med störar tills han blev liggande medvetslös. Efter det att han fallit fortsatte misshandeln och skallen krossades. Därefter drev Thomas Eira in en kniv i bröstet på Ruth med hjälp av Ole Somby.
Bucht vaknade till liv och lyckades ta sig in i husets gästrum, där han låste dörren om sig. Angriparna bröt sig emellertid in och fortsatte misshandeln. När de såg att Bucht fortfarande levde försökte Aslak Hætta sticka kniven i hans bröst. När detta inte lyckades befallde han sin bror, Lars Hætta, att hjälpa till, och denne drev då in kniven i bröstet till skaftet.
Sammanlagt tog 15 personer aktiv del i överfallet på Ruth och Bucht, medan övriga av storsiidans medlemmar skräckslagna stod bredvid.

### Fångarna i prästgården

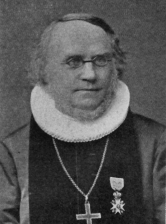
Fredrik Waldemar Hvoslef (1825–1906).

Prästen Fredrik Waldemar Hvoslef, som efterträtt Stockfleth i april, kom till Ruths gård för att se vad som stod på. Även han blev överfallen med slag och piskad med björkris. Därefter fördes han till prästgården. Därinne fanns redan en del av storsiidans medlemmar, som tagit sig in genom att slå sönder fönstren. De hade uppmanat kvinnorna i huset att göra bot och var i full färd med att piska de två tjänsteflickorna. Till prästgården fördes också bofasta samer från Kautokeino och flyttsamer som tillfälligtvis befann sig på platsen. Till slut fanns 20 vuxna och åtta barn som fångar i prästgården. Alla män samt två av kvinnorna fick fötterna sammanbundna. De kastades ned på golvet, uppmanades att omvända sig och blev piskade, många på bara kroppen.
Matvaror, kläder, köksutrustning och allehanda varor bars ut ur de byggnader som tillhörde handelsman Ruth. Därefter stacks byggnaderna i brand. Buchts kropp blev kvar i lågorna.

### Angriparna övermannas
Några av de fastboende i Kautokeino hade lyckats ta sig till närmaste by, Avžži, där det fanns sex gårdar med samiska småbrukare. Byborna skyndade till undsättning och kom fram till Kautokeino vid tretiden på eftermiddagen. Slagsmål uppstod mellan samerna från Avžži, som var 20 till antalet, och 15 av samerna från storsiidan. Det slutade med att samerna från Avžži övermannade samerna från storsiidan. Aslak Jacobsen Hætta, Mons Somby, Ole Aslaksen Somby, Aslak Somby, Marit Spein och Marit Sara slogs medvetslösa. Marit Spein kom aldrig mer till medvetande, utan dog några dagar senare. De övermannade samerna låstes in i prästens förvaringsbod. Några av dem som deltagit i upploppet lyckades fly, men fångades in några dagar senare. Alla fördes så småningom till fängelset i Alta. Ole Somby avled efter ankomsten till Alta av skallskador som han antingen fått under slagsmålet i Kautokeino eller i samband med att han försökt fly under fångtransporten.

## Rättsligt efterspel

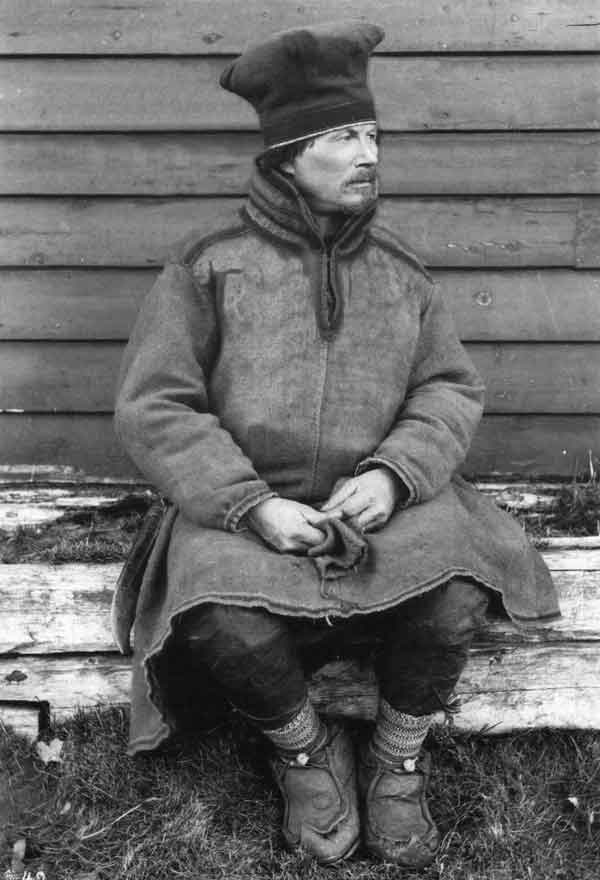
Lars Jacobsen Hætta dömdes till döden men fick straffet omvandlat till straffarbete. Efter att han benådats 1867 arbetade han bland annat som skollärare, samtidigt som han ägnade en stor del av sitt liv åt att översätta Bibeln till nordsamiska.

Rättegången efter upproret inleddes i Bossekop den 29 januari 1853 och fortsatte i Kautokeino den 26 februari. Sammanlagt åtalades 32 personer. Tingsrättens dom avkunnades den 6 augusti men överklagades till Norges högsta domstol. Den slutliga domen föll den 14 februari 1854. Fem av de åtalade dömdes till dödsstraff, men för tre av dessa omvandlades straffet till livstids straffarbete. Nedan anges de slutgiltiga påföljderna samt till vilka brott var och en befanns skyldig. Förutom angivna brott befanns samtliga utom tre skyldiga för brott mot Kriminallagens kap. 15, § 4.
Fängelsestraffen avtjänades till en början på tukthuset i Trondheim. I juli 1856 överfördes männen till Akershus fästning. De livstidsdömda blev benådade från 1863 och framåt.
Dödsstraff genom halshuggning
- Aslak Jacobsen Hætta, 28 år, dömdes för mord, mordbrand och rån och avrättades i Bossekop den 14 oktober 1854.[44]
- Mons Aslaksen Somby, 27 år, dömdes för delaktighet i mord, delaktighet i mordbrand samt delaktighet i rån och avrättades i Bossekop den 14 oktober 1854.[44]
- Lars Jacobsen Hætta, 18 år, dömdes för mord, delaktighet i mordbrand samt rån, men fick straffet omvandlat till livstids straffarbete och blev benådad 1867.
- Ellen Aslaksdatter Skum, 25 år, dömdes för delaktighet i mord, delaktighet i mordbrand och delaktighet i rån, men fick straffet omvandlat till livstids straffarbete och blev benådad 1867.
- Henrik Aslaksen Skum, 20 år, dömdes för delaktighet i mord samt grov stöld men fick straffet omvandlat till livstids straffarbete. Dog i fängelset den 14 augusti 1858.

Livstids straffarbete
- Aslak Pedersen Rist, 30 år, dömdes för delaktighet i mord. Dog i fängelset den 11 mars 1860.
- Thomas Andersen Eira, 16 år, dömdes för mord och rån; benådad 1865.
- Aslak Olsen Somby, 59 år, dömdes för delaktighet i mord; benådad 1863.
- Anders Pedersen Bær, 26 år, dömdes för delaktighet i mord samt mordbrand och grov stöld; benådad 1863.
- Ellen Andersdatter Spein, 50 år, dömdes för delaktighet i mord samt grov stöld; benådad 1864.
- Kirsten Andersdatter Spein, 37 år, dömdes för delaktighet i mord; benådad 1864.
- Anne Henriksdatter Sara, 55 år, dömdes för delaktighet i mord samt grov stöld; benådad 1864.
- Marit Jonsdatter Sara, 22 år, dömdes för delaktighet i mord; benådad 1864.

Tolv års straffarbete
- Ellen Jacobsdatter Hætta, 16 år, dömdes för delaktighet i mord samt grov stöld. Dog i fängelset 1860.
- Berit Hansdatter Gaup, 16 år, dömdes för delaktighet i mord samt grov stöld.
- Peder Olsen Kautokeino, 35 år, dömdes för mordbrand och grov stöld. Dog i fängelset 1859.

Sex års straffarbete
- Ellen Andersdatter Utsi, 17 år, dömdes för grov stöld

Två års straffarbete
- Marit Aslaksdatter Sara, 60 år

Ett års straffarbete
- Marit Thomasdatter Skum, 36 år
- Anne Pedersdatter Rist, 41 år
- Inger Jacobsdatter Hætta, 26 år
- Marit Andersdatter Spein, 31 år
- Peder Mikkelsen Korvatus, 31 år
- Kirsten Nilsdatter Siri, 30 år, dömdes för delaktighet i stöld

Åtta månaders straffarbete
- Inger Andersdatter Spein, 22 år
- Gunhild Olsdatter Somby, 57 år

Några dagars fängelse
- Inger Johannesdatter Hætta, 24 år, dömdes för delaktighet i stöld
- Anders Aslaksen Skum, 14 år

## Upprorets orsaker
Den nederländska socialantropologen Nellejet Zorgdrager, som disputerade 1989 på en avhandling om Kautokeinoupproret, har analyserat olika möjliga orsaker till upproret. I botten låg den læstadianska väckelsen. Læstadius kritiserade rådande förhållanden och utpekade handelsmän och överhet som de verkligt onda i samhället. Han gav samer och kväner redskap för att uttrycka sin otillfredsställelse med rådande förhållanden och för att försöka förändra det bestående. Genom læstadismen kände samerna att de förtjänade respekt från storsamhällets sida. 
Men väckelsen berörde nästan alla i Kautokeino, såväl flyttsamer som fast boende samer, både fattiga och rika. Varför var det då bara ett mindre antal personer som kom att delta i upproret? Nellejet Zorgdrager menar att händelseutvecklingen var en följd av Andreas Qvales och Nils Stockfleths anmälningar. Dessa anmälningar stigmatiserade en liten grupp av de andligt väckta samerna, vilka pekades ut som personer snärjda av irrläror, som stört kyrkofriden och som förtjänade att bestraffas. Anmälningarna och de efterföljande stränga domarna i februari 1852 blev för denna grupp av samer en bekräftelse på att norrmännen hade en fördomsfull och föraktfull inställning mot dem.
Däremot menar Nellejet Zorgdrager att den stängning av gränsen mellan Norge och Finland, som genomfördes 1852 och som med tiden skulle få avsevärda konsekvenser för samerna i området (se Lappkodicillen#Följderna av 1809 års krig), inte kan visas ha varit något grundläggande motiv för upproret. Dock kan gränsstängningen indirekt ha haft betydelse på så sätt att den förstärkte samernas indignation. Inte heller alkoholproblematiken framstår i Zorgdragers avhandling som någon betydelsefull faktor, eftersom alkohol efter 1849 knappt brukades bland samerna i Kautokeino – tack vare læstadianismen.
Den læstadianiska väckelsen hade kunnat leda till politiskt uppvaknande och organisation bland samer och kväner i Norge. Kautokeinoupproret var emellertid en så chockartad upplevelse för de flesta att rörelsen kom att lamslås för lång tid framåt. På så sätt blev upproret inledningen på en period med starkare förnorskning, nya lagar och hårdare kontroll av flyttsamernas rörelser.
För Lars Levi Læstadius del medförde upproret i efterhand en storm av beskyllningar. Exempelvis ville biskopen i Tromsø, Daniel Bremer Juell, göra honom ansvarig för vad som hänt. Det kunde dock inte visas att Læstadius någonsin skulle ha uppmanat till våldsamheter mot den rådande samhällsordningen. Inte desto mindre var dessa anklagelser något som innebar mycket bittra känslor för Læstadius.